# الصليب الأحمر البلغاري
الصليب الأحمر البلغاري (بالإنجليزية: Bulgarian Red Cross)‏؛هي الجمعية الطبية الرسمية في دولة بلغاريا تأسست عام 1878.